# Troglodyte du Yucatan
Campylorhynchus yucatanicus
Espèce
Statut de conservation UICN

 NT  : Quasi menacé
Le Troglodyte du Yucatan (Campylorhynchus yucatanicus) est une espèce d'oiseaux de la famille des Troglodytidae.
Son aire s'étend à travers la façade nord de la péninsule du Yucatán.